# Erythrogonia quadriplagiata
Erythrogonia quadriplagiata är en insektsart som beskrevs av Walker 1851. Erythrogonia quadriplagiata ingår i släktet Erythrogonia och familjen dvärgstritar. Inga underarter finns listade i Catalogue of Life.